# Prepotelus curtus
Prepotelus curtus is een spinnensoort in de taxonomische indeling van de krabspinnen (Thomisidae).
Het dier behoort tot het geslacht Prepotelus. De wetenschappelijke naam van de soort werd voor het eerst geldig gepubliceerd in 2004 door Ledoux.